# Fabrizio De André in concerto - Arrangiamenti PFM Vol. 2º
Fabrizio De André in concerto - Arrangiamenti PFM Vol. 2º (noto anche come In concerto vol. 2) è un album dal vivo di Fabrizio De André, pubblicato nel 1980 e registrato durante alcuni concerti del gennaio del 1979 tenuti insieme alla Premiata Forneria Marconi, che riarrangiò le canzoni dal cantautore genovese.

## Storia
A un anno di distanza dall'uscita del primo album dal vivo e dopo la vicenda del rapimento di De André e della compagna Dori Ghezzi, fu pubblicato un secondo album contenente canzoni registrate con la PFM durante i concerti del gennaio 1979 a Firenze e Bologna. Anche questo disco ebbe un buon successo di vendite, nonostante la mancanza di un singolo trainante come era stato "Il pescatore" per il primo volume.

## Contenuti
Le canzoni di questo secondo volume sono state scelte tra quelle non ancora così note all'epoca, con l'eccezione delle già classiche "Via del Campo" e "Il testamento di Tito", ma tra alcune delle più recenti nate dalla collaborazione con Massimo Bubola per l'album Rimini tra le quali spicca, grazie anche all'apporto della PFM, l'omaggio a Bob Dylan "Avventura a Durango" (traduzione di "Romance in Durango").

## Tracce

### Lato A
1. Avventura a Durango (Bob Dylan, Jacques Levy - testo italiano di Fabrizio De André e Massimo Bubola) - 5'30"
2. Presentazione - 3'33"
3. Sally (Fabrizio De André, Massimo Bubola) - 5'06"
4. Verranno a chiederti del nostro amore (Fabrizio De André, Giuseppe Bentivoglio, Nicola Piovani) - 5'06"

### Lato B
1. Rimini (Fabrizio De André, Massimo Bubola) - 5'14"
2. Via del Campo (Fabrizio De André, Enzo Jannacci) - 2'46"
3. Maria nella bottega del falegname (Fabrizio De André, Gian Piero Reverberi) - 4'09"
4. Il testamento di Tito (Fabrizio De André, Corrado Castellari) - 7'01"

## Formazione
- Fabrizio De André - voce, chitarra acustica, chitarra classica
- Franz Di Cioccio - batteria, percussioni
- Patrick Djivas - basso, basso acustico
- Franco Mussida - chitarra elettrica, chitarra acustica, chitarra classica, voce
- Lucio Fabbri - violino, chitarra a dodici corde, percussioni, voce
- Flavio Premoli - piano Yamaha, Micromoog, Minimoog, Elka strings, chitarra a dodici corde, percussioni, voce
- Roberto Colombo - Fender Rhodes, Polymoog, Micromoog, chitarra acustica, voce, percussioni, voce